# Claus Bury
Claus Bury (né le 29 mars 1946 à Gelnhausen) est un orfèvre et sculpteur allemand. Il est devenu connu pour ses sculptures à grande échelle. Il a amené le Pop art à l'orfèvrerie.

## Biographie
Bury est le fils de Fritz Bury et de sa femme Gerda, née Dinse. Il est un descendant direct de l'orfèvre strasbourgeois Jean Jacques Bury et du tanneur Pierre Bury de Troyes, plus tard Lixheim,. Bury effectuait traditionnellement un apprentissage de compagnon orfèvre à l'Académie Staatliche Zeichenakademie Hanau de 1962 à 1965, puis à Pforzheim de 1965 à 1968. En 1976, il reçoit une bourse de la fondation culturelle de l'Association Nationale de l'Industrie Allemande et en 1981 de la National Endowment for the Arts à Washington. De 1979 à 1984 il vit aux États-Unis, à Providence, Rhode Island.
En 1987, il devient professeur de l'Université bergeoise de Wuppertal (de). De 2003 à 2011, il a tenu une chaire de professeur à l'Académie des Beaux-Arts de Nuremberg et vit à Francfort-sur-le-Main.
Comme beaucoup d'autres artistes d'autrefois et d'aujourd'hui, Claus Bury utilise régulièrement le Nombre d'or (Suite de Fibonacci) dans la conception de ses sculptures. Cela vaut également pour sa plus grosse œuvre, l'Arc de Bitterfeld (de), une sculpture en acier, qui sert de plate-forme panoramique.
En 2010, la ville de Gelnhausen acquiert Serre pour les idées (Gewächshaus für Gedanken), une œuvre en bois de cinq mètres de haut, dix de long et huit de large. De sa création en 2005 jusqu'en 2010, elle était au Nouveau musée de Nuremberg (de). Elle est installée au bord de la Kinzig.

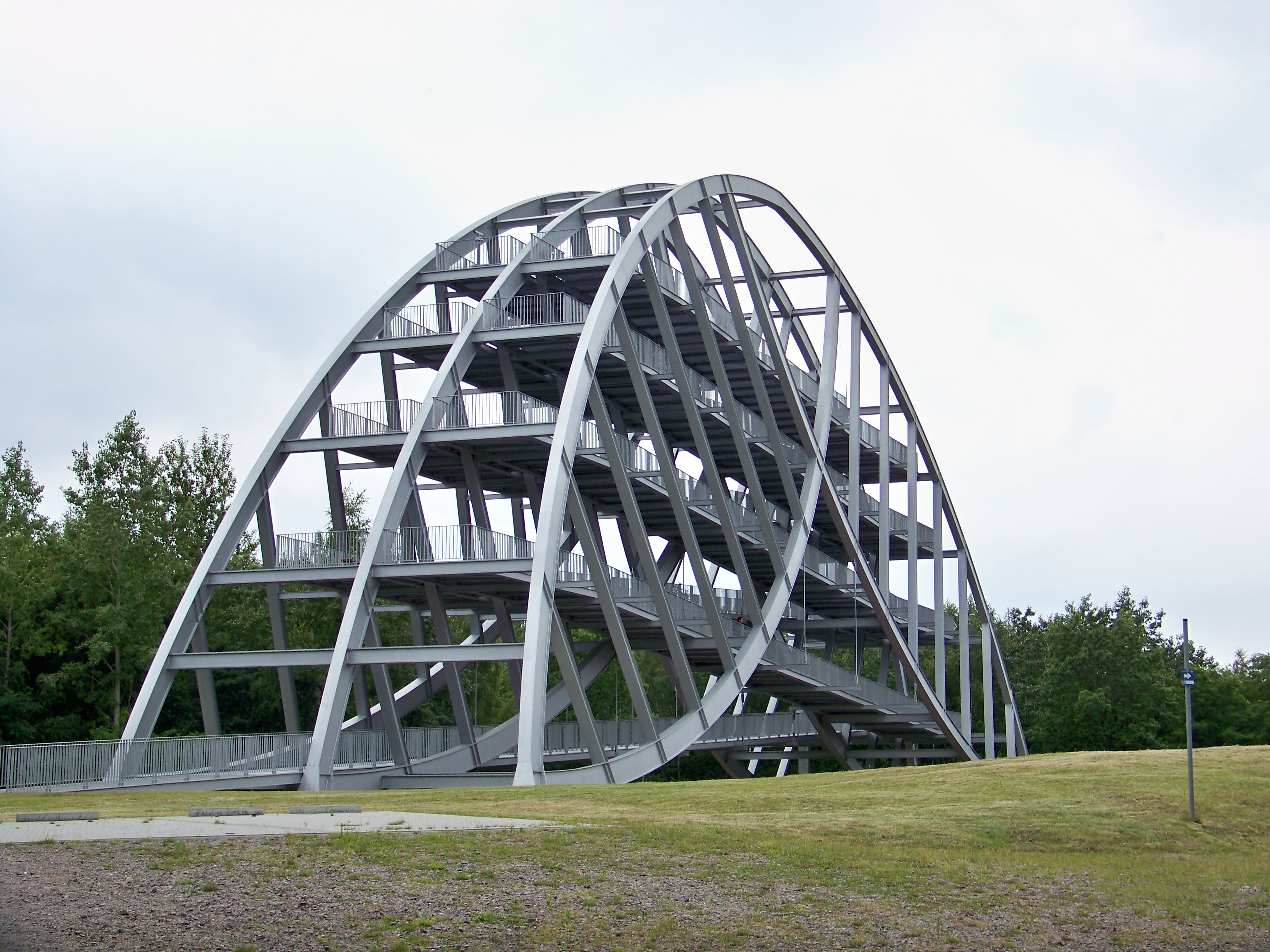
Arc de Bitterfeld
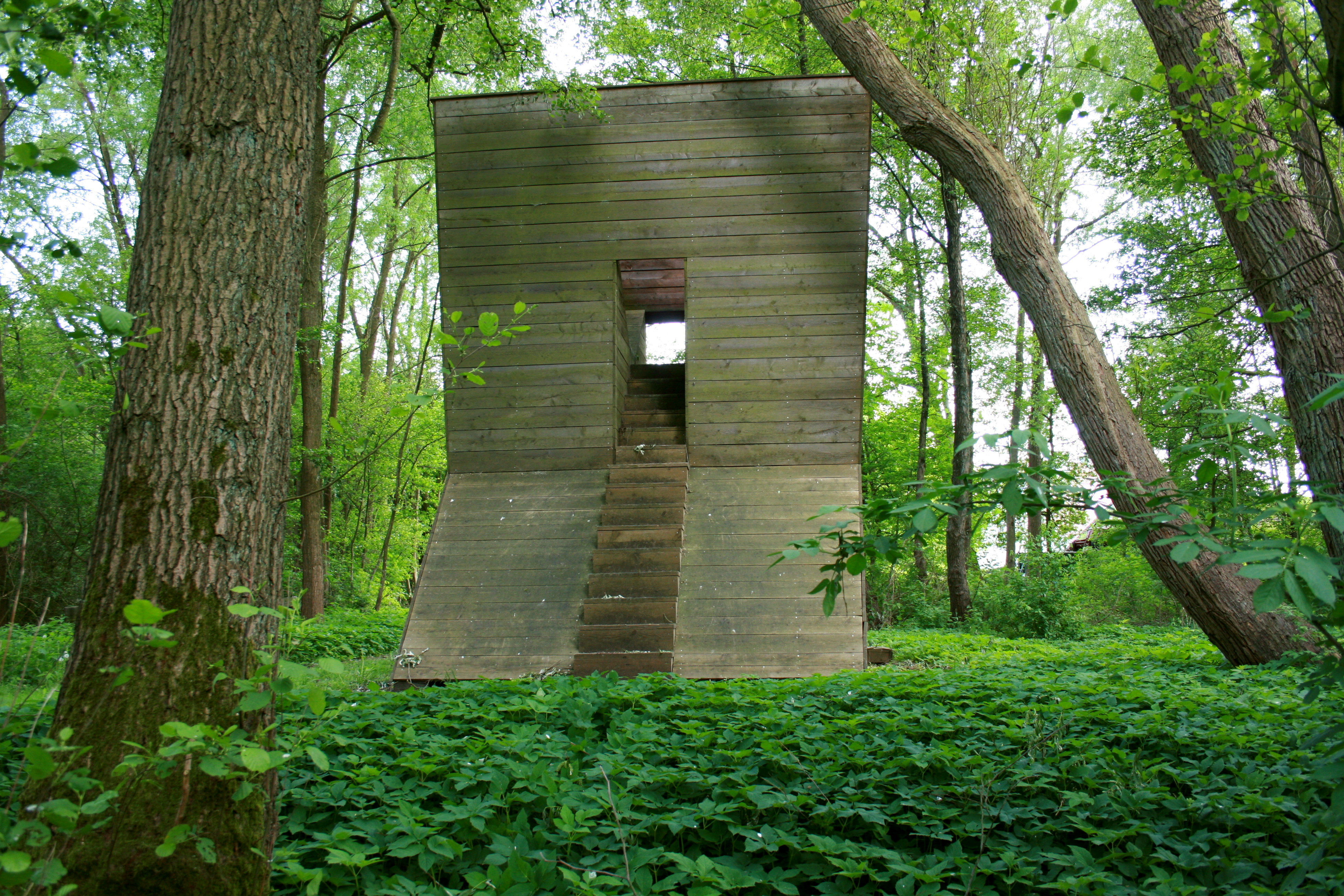
La vue des yeux (Der Augenblick), Lande de Lunebourg
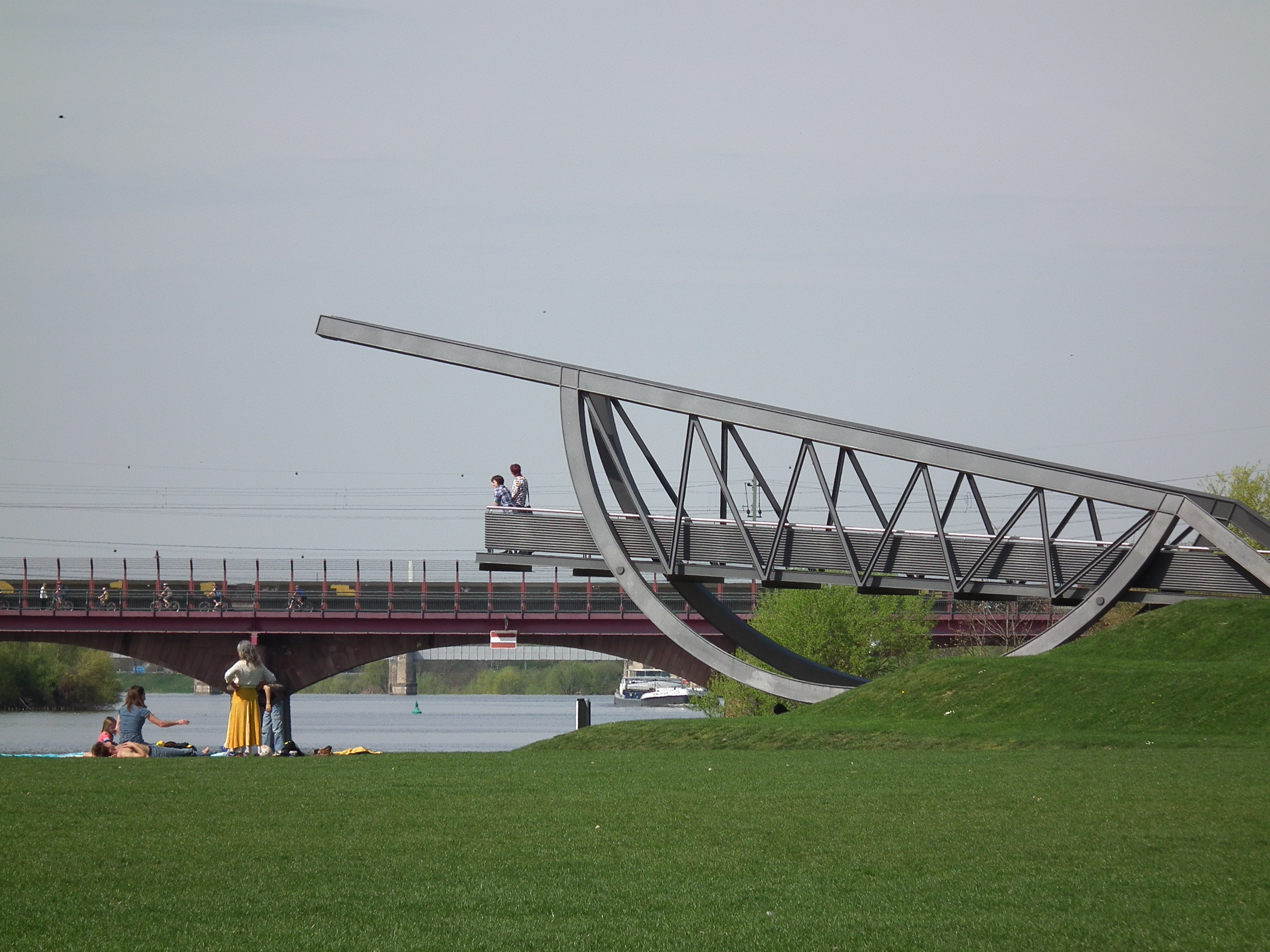
Plateforme, Ladenburg
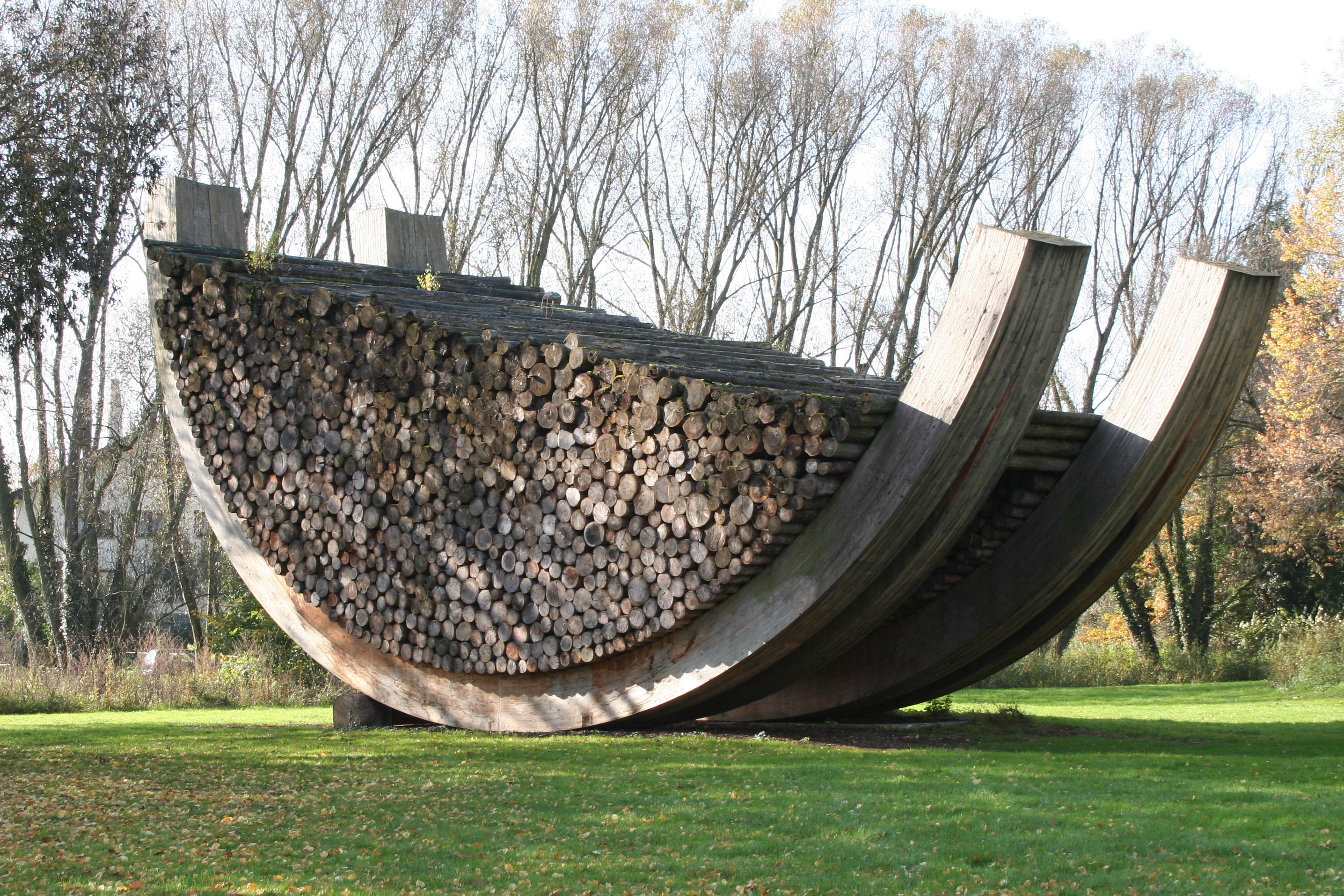
Nous sommes tous assis dans un bateau (Wir sitzen alle in einem Boot), Gelnhausen
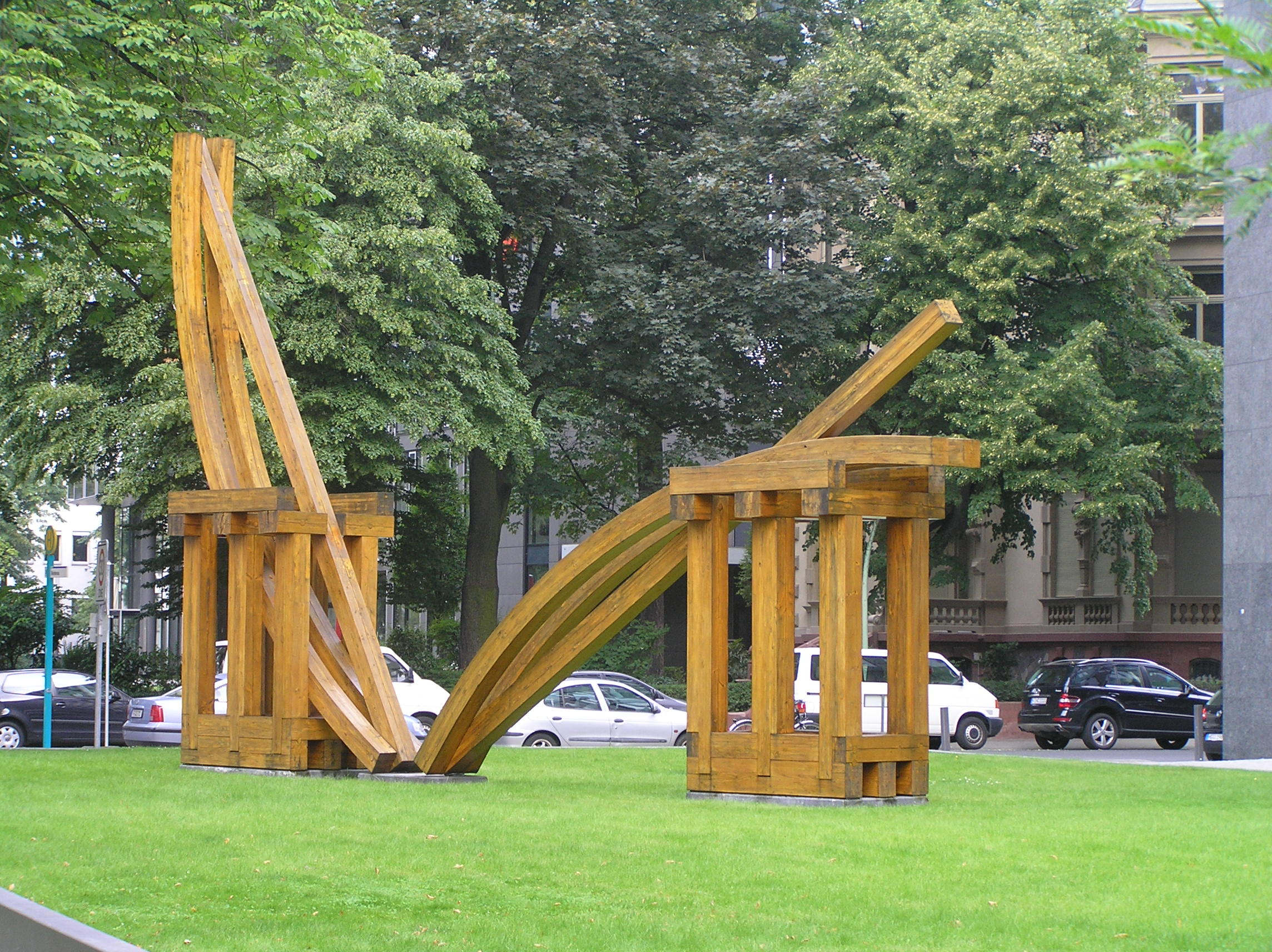
"Courbes tendues", 2003, Francfort.
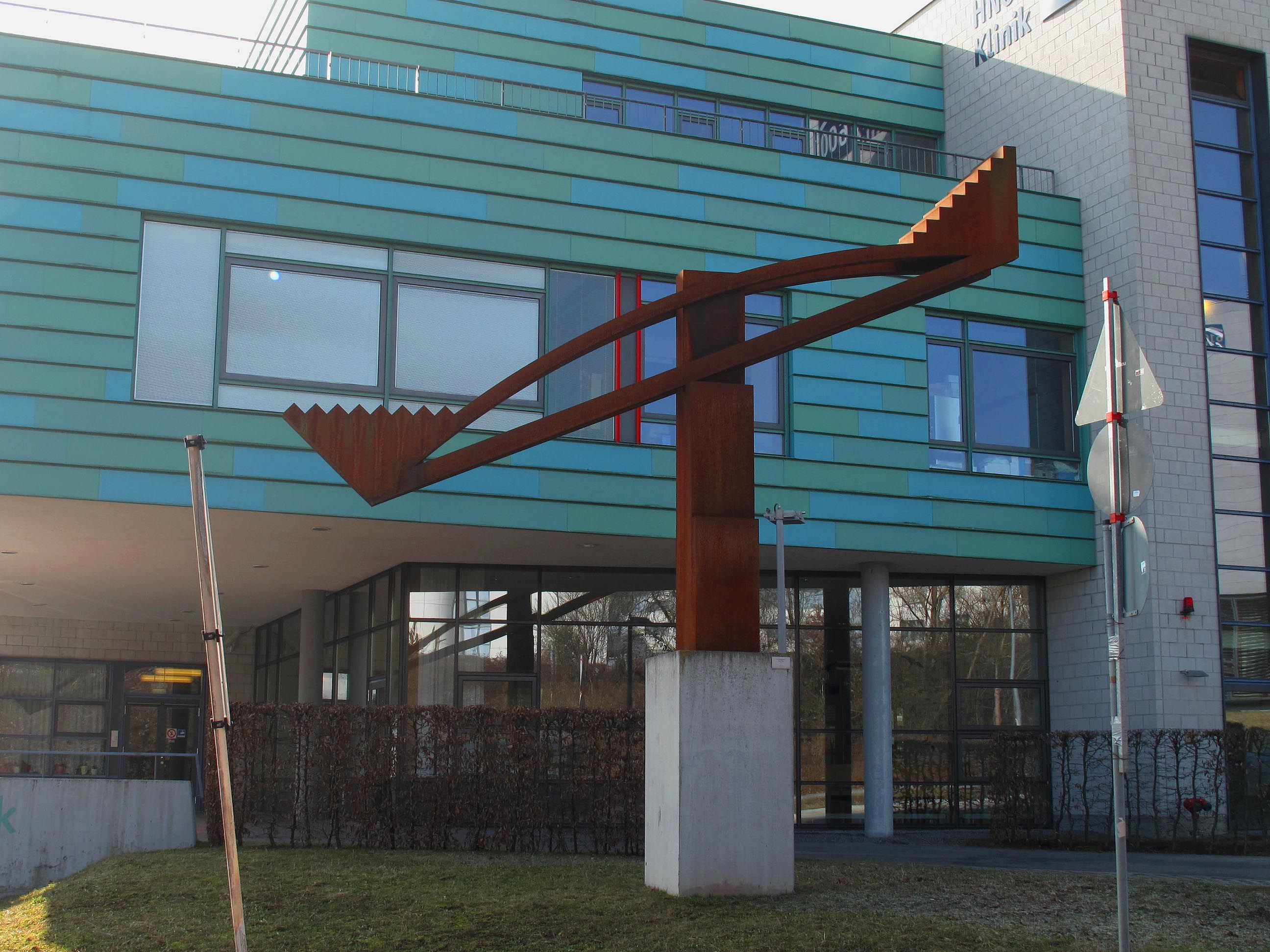
En équilibre, 2001, Tübingen.

## Source, notes et références
1. ↑  Martha Schmidt: Goldschmied und Bildhauer, Claus Bury, consultee 12 janvier 2022
2. ↑  Bulletin du Cercle généalogique d'Alsace, page 127
3. ↑  Jean-Jacques Bury, sur le site de la Fédération des Sociétés d'Histoire et d'Archéologie d'Alsace, 8 janvier 2022., Hanap (récipient pour boire), 1732, musée de l'Œuvre Notre-Dame, Strasbourg

- Notices d'autorité :   - VIAF
  - ISNI
  - BnF (données)
  - IdRef
  - LCCN
  - GND
  - Pays-Bas
  - Tchéquie
  - Lettonie
  - WorldCat